# ティモフェイ・ベログラツキー
チモフェイ・ビェログラツキー（ロシア語: Тимофей Белоградский / Timofei Belogradskii、1700年頃から1710年頃 – 1760年以降（1782年？））はウクライナ出身のリュート奏者・バンドゥーラ奏者・声楽家・作曲家。サンクトペテルブルクやケーニヒスベルクで活躍した。ウクライナでは、ティモフィイ・ビロフラードシクィイ（ウクライナ語: Тимофій Білоградський / Tymofii Bilohrads'ky）として知られる。

## 概要
生い立ちについてはほとんど知られていない。チェルカースィ近郊で生まれたと考えられており、ウクライナ時代にコブザやリュートの演奏を学んだらしい。優れた声質にも恵まれ、1725年にサンクトペテルブルクに招かれて帝室礼拝堂の歌手も務めた。
1733年に女帝アンナ・イヴァノヴナによって、ロシア大使カイザーリンク伯爵の随行員としてドレスデンに派遣される。同地では、18世紀で最も重要なリュート音楽の作曲家であった、ジルヴィウス・レオポルト・ヴァイスの薫陶を得た。一方で声楽をファウスティーナ・ハッセと、カストラート歌手アンニバリに師事している。結果としてベログラツキーは、ロシア宮廷楽団の中で最高の訓練を積んだ楽師の一人となった。
1739年にサンクトペテルブルクに戻ると宮廷楽師として活動を続けた。アンナが崩御すると伯爵ハインリヒ・フォン・ブリュールに仕え、1741年にドイツに舞い戻ってヴィルトゥオーゾのリュート奏者として名を揚げた。一時期ケーニヒスベルクにも滞在して（有名な作曲家の父親ヨハン・ライヒャルトや、疾風怒濤期の哲学者ヨハン・ゲオルク・ハーマンなど）数々の門弟を集めた。
最晩年はサンクトペテルブルクに過ごし、女帝エリザヴェータ・ペトロヴナの宮廷に仕えた。
作曲家としては、アレクサンドル・スマロコフの詩による歌曲集が名高い。この曲集は、18世紀にはかなりの好評を博し、現在では、ロシア音楽の独自の発展の始まりに位置づけられている。
娘エリザヴェータは、サンクトペテルブルク宮廷歌劇場のオペラ歌手として名を馳せた。